# Вторая Иламская война
Вторая Иламская война — название, данное второй фазе вооруженного столкновения между шри-ланкийскими вооруженными силами и ТОТИ. Война началась после того, как в марте 1990 года из Шри-Ланки был выведен индийский контингент (находившийся в стране с лета 1987 года), а последовавшие переговоры между правительством Премадаса и ТОТИ вошли в тупик.
Эта фаза войны, как и предыдущая, была начата ТОТИ, после того как около 600 сингальских и мусульманских полицейских было убито, правительство Премадаса потребовало от ТОТИ сложить оружие, те не подчинились. 10 июня 1990 перемирие закончилось.